# Blepephaeus irregularis
Blepephaeus irregularis là một loài bọ cánh cứng trong họ Cerambycidae.